# Verica Šerifović
Verica Šerifović (12. rujna 1963.) je srpska pjevačica narodne (srpske i romske) glazbe.
Njena kćer je Marija Šerifović.